# Вадим Зеланд
Вадим Зеланд (рус. Вадим Зеланд; Калињинград) руски је физичар, мистик и писац.
Мало је тога познато о Вадиму Зеланду. Дипломирао је физику на Државном универзитету у Калињинграду. До распада Совјетског Савеза био је укључен у квантна истраживања а сада се бави искључиво писањем. Ожењен је отац једне кћери.
Зеландов главни циљ је да савременом човеку представи сет техника које он назива трансурфинг реалности (рус. Трансерфинг реальности), који ће човеку помоћи да лакше дође до остварења својих личних циљева.

## Досад објављене књиге
- Трансурфинг 1 - пространство варијанти;
- Трансурфинг 2 - шум јутарњих звезда;
- Трансурфинг 3 - напред у прошлост;
- Трансурфинг 4 - управљање стварношћу;
- Трансурфинг 5 - јабуке падају у небо;
- Трансурфинг 6 - господар стварности;
- Апокрифни трансурфинг;
- Трансурфинг - карта судбине;